# Bloomberg News
Bloomberg News це міжнародна інформаційна агенція зі штаб-квартирою в Нью-Йорку, США, підрозділ компанії Bloomberg L.P.. Інформаційний контент Bloomberg News розповсюджується через Bloomberg terminal, Bloomberg Television, Bloomberg Radio, Bloomberg Businessweek, Bloomberg Markets, Bloomberg.com і мобільні платформи Bloomberg. З 2015 року головним редактором агенції є Джон Міклетвейт.

## Історія
Bloomberg News була заснована Майклом Блумберґом і Метью Вінклером у 1990 році для надання фінансових новин передплатникам Bloomberg Terminal. Агентство було засноване командою з шести осіб. Вінклер став першим головним редактором. У 2010 році Bloomberg News налічувало понад 2300 редакторів і репортерів у 72 країнах і 146 новинних бюро по всьому світу.

## Bloomberg View
Bloomberg View це редакційний відділ Bloomberg News, який був заснований в травні 2011 . Редактором Bloomberg View є David Shipley.